# 宍倉邦枝
宍倉 邦枝（ししくら くにえ、高橋（たかはし）に改姓、1946年7月13日 - 1998年1月4日）は、日本の元バレーボール選手。1968年メキシコオリンピックバレーボール女子銀メダリスト。

## 来歴
習志野市立第一中から千葉明徳高校に進学。千葉明徳高校時代の指導者は吉野行雄。その後、実業団の日立武蔵（当時）に入部し活躍した。

## 受賞歴
- 1969年 - 第2回日本リーグ ベスト6

## 所属チーム
- 市立第一中
- 千葉明徳高校
- 日立武蔵（1965-1969年）